# Tilly, Yvelines
Tilly är en kommun i departementet Yvelines i regionen Île-de-France i norra Frankrike. Kommunen ligger i kantonen Houdan som tillhör arrondissementet Mantes-la-Jolie. År 2022 hade Tilly 529 invånare.

## Befolkningsutveckling
Antalet invånare i kommunen Tilly
| Referens: INSEE |